# مانتشونيس
بلدية مانتشونيس (بالإسبانية: Manchones) هي بلدية تقع في مقاطعة سرقسطة التابعة لمنطقة أراغون شمال شرق إسبانيا.

## الديموغرافيا
بلغ عدد سكان بلدية مانتشونيس 141 نسمة عام 2011 (وفقاً للمعهد الوطني الإسباني للإحصاء).
| 162 | 159 | 152 | 145 | 142 | 127 | 141 |